# Mios Großhandel
Die Mios Großhandel GmbH (Eigenschreibweise: MIOS) ist eine Tochtergesellschaft von Edeka Minden-Hannover in der ostwestfälischen Stadt Minden. Als offizielles Gründungsjahr der Mios Großhandel GmbH gilt das Jahr 1985.

## Geschichte

### Anfänge (1962–1969)
1962 wurde im Rahmen einer Studienreise in die USA das Vertriebsformat des Abholmarktes (auch Cash & Carry genannt) nach Deutschland importiert. Am Standort in Bad Oeynhausen wurden dabei die ersten Umsätze im neuen Vertriebsformat erwirtschaftet. Die erste Gewerbesteueranmeldung der Sparte in Bad Oeynhausen trug dabei das Datum vom 1. Juli 1963. Im gleichen Jahr entstand am Standort ein erstes C+C-Lager sowie ein C+C-Markt mit rund 400 m² Verkaufsfläche. Ein Jahr später wurde ein zweiter SB-Lager mit einer Fläche von ca. 1700 m² in Minden in Betrieb genommen. 1965 eröffnete mit dem Mios-Markt in Osnabrück der dritte Standort, zeitgleich wurde der Name Mios rechtlich geschützt. Ein vierter Standort eröffnete im November 1967 in Herford, der mit einer Verkaufsfläche von 3000 m² auf einer Grundstücksfläche von 9000 m² entstand. Mit über 25 % wurde im Jahr 1969 der Umsatzanteil am Gesamtumsatz der Genossenschaft beziffert.

### Gründung, Expansion durch Edeka-Fusionen und Übernahmen (1970–1989)
Mit dem Einzug der ersten Computer des Unternehmens Nixdorf wurden die Rechnungen an die Kunden auf Klartextrechnungen umgestellt. Der Abspeicherung des Umsatzes wurden 14 Warengruppen zugrunde gelegt. 1971 erfolgte mit dem Zusammenschluss der Edeka Minden-Osnabrück mit der Edeka Hannover und der Edeka Hildesheim-Ahlefeld zu einer früheren Edeka Minden-Hannover die Übernahme zweier Standorte in Hannover und Hildesheim, fortan betrieb Mios sechs C+C-Märkte, der Betrieb in Minden wurde im gleichen Jahr um 2200 m² erweitert. Der Umsatz von Mios belief sich 1973 auf 116 Millionen Mark. Im gleichen Jahr erfolgte ein Umzug des Standortes Osnabrück, der an einem neuen Standort fortgeführt wurde, während der alten Betrieb auf eine Verbrauchermarktlinie umflaggte. 1974 begann die Erweiterung des Standortes in Herford auf 6300 m². Ein weiterer Umzug folgte 1978 am Standort in Hannover. Der neue Standorte in Altwarmbüchen wurde dabei am 23. Januar 1978 eröffnete. 1979 beschäftigte Mios 287 Mitarbeiter.
Im Jahr 1980 zog der Standort Hildesheim um, der alte Markt wurde geschlossen. Ein Jahr später übernahm man von der Edeka Bielefeld das Geschäft im Bäckereigewerbe und gründete die Bäcker-, Konditoren- und Großverbraucher-Service GmbH, die als BÄGROS am Markt auftrat. Der Standorte in Hildesheim wurde 1984 um eine Getränkehalle ergänzt. Als offizielles Gründungsjahr der Mios Großhandel GmbH gilt das Jahr 1985, die Firmierung wurde entsprechend angepasst, die sechs Standorte zum 1. Juli 1985 in eine Tochtergesellschaft eingebracht. Mit der Eröffnung des 5000 m² großen Betriebs in Rheine im Jahr 1987 betrieb Mios nun sieben Standorte, die Baukosten beliefen sich auf 5,5 Millionen Mark. Zum Jahreswechsel 1987/1988 übernahm man zudem zwei Betriebe in Celle und Soltau, die zuvor von der Edeka Harz-Heide betrieben wurden, die 1988 mit der Edeka Minden-Hannover fusioniert.

### Weiteres Wachstum durch die Wiedervereinigung (1990–1999)
Nach dem Mauerfall und der damit einhergehenden Grenzöffnung erfolgte die Expansion nach Ostdeutschland. Im Jahr 1990 wurde in Halle der erste Mios-Standort in der ehemaligen DDR eröffnet. Es folgen zwei Provisorien am Standort in Halle und im GV-Lager in Merseburg im März 1991, am 9. Juli folgte ein weiteres Provisorium in Magdeburg. Am 5. November 1991 eröffnete ein neuer Standort in Hannover-Lahe, der ehemalige Standort in Altwarmbüchen wurde in diesem Zusammenhang geschlossen. Im gleichen Jahr erfolgte eine Umstellung der EDV-Anlage auf DFÜ, um Daten zwischen der Zentrale und den Betrieben senden zu können. Mit der Expansion in den Osten Deutschlands erreichte der Umsatz 1991 erstmals mehr als 500 Millionen Mark, eine Umsatzsteigerung von 43,1 % gegenüber dem Vorjahr. In den nächsten Jahren erfolgten Neubauten, die z. T. Altbauten und Provisorien ersetzten. So eröffnete am 10. November 1992 in Soltau ein Neubau, der alte Standorte wurde aufgegeben. Mit der Eröffnung des neuen Marktes in Halle-Sennewitz am 9. November 1993 erfolgte fast genau ein Jahr später die Aufgabe des Provisoriums in Halle. Zuvor konnte am 1. Februar 1993 bereits der Neubau in Wernigerode dem Betrieb übergeben werden. 1994 folgten zwei Neubauten in Leipzig-Dölzig am 7. September 1994 und in Dessau am 3. November 1994. Im gleichen Jahr fand erstmalig eine Trennung nach den Vertriebswegen Abholung und Zustellung statt. 1995 folgte ein weiterer Neubau, in Minden wurden Abhol- und Zustellgroßhandel an einem Standort umgesetzt, erstmalig in der Unternehmensgeschichte, die separaten Altstandorte wurden dabei aufgegeben. Zum gleichen Zeitpunkt beschäftigte das Unternehmen 670 Mitarbeiter. Mit der Schließung des Gründungsbetriebs in Bad Oeynhausen zum 31. Juli 1996 wurde die Flaggschiff-Funktion auf den neuen Standort in Minden übertragen. Am 26. August 1998 eröffnete in Peißen ein weiterer C+C-Markt. Ebenfalls 1998 erfolgte die erste Werbekampagne des seit 1996 gemeinsam aktiven Edeka Kooperationsverbundes Nord, dem neben Mios die SB Union der heutigen Edeka Hessenring und die ZAG-Märkte der ehemaligen Edeka Nordwest angehörten. Zum Ende des Jahrzehnts arbeiteten 860 Mitarbeiter für Mios.

### Entwicklung im neuen Jahrtausend (2000–2017)

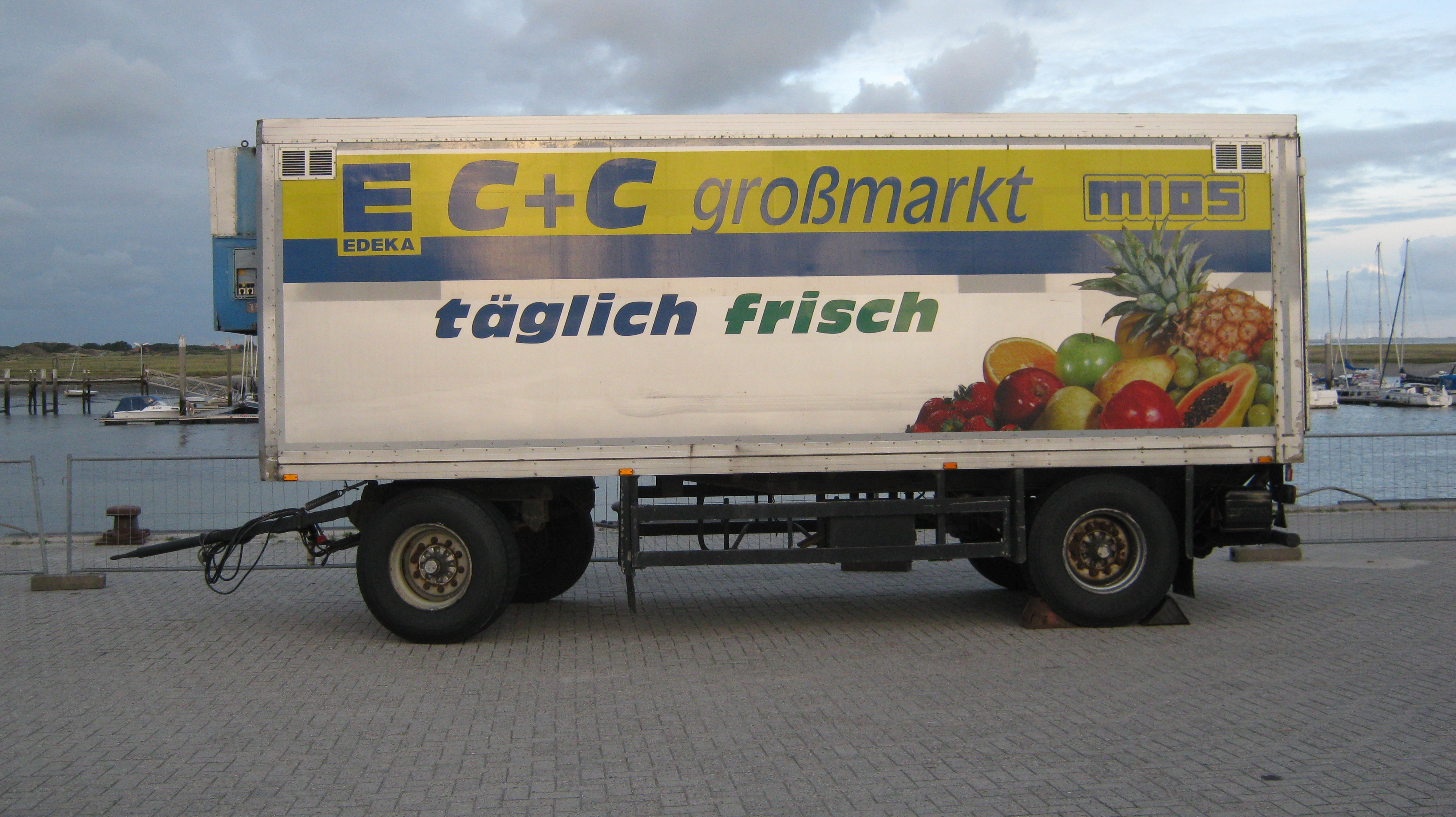
Kühl-LKW-Anhänger von Mios mit EDEKA C+C großmarkt-Beschriftung an der Hafenmole von Neuharlingersiel, 2010

Im neuen Jahrtausend wurde die Expansion weiter fortgeführt, so konnten 2001 die Standorte in Naumburg am 14. Mai 2001 und in Kleinmachnow am 14. November 2001 eröffnet werden. 2001 wurde zudem die Übernahme der Fleischtheken der Schwestergesellschaft Bauerngut vorbereitet. Im Folgejahr wurde die Mios Fleischwaren GmbH gegründet. Mit dem Zusammenschluss mit der Edeka Nordwest erfolgte 2003 die Übernahme von sieben ZAG C+C-Märkten, bereits im Vorjahr fanden erste Abstimmung eines gemeinsamen Sortiments statt. Als erster Standort flaggte ab März 2003 der Markt in Cuxhaven. Ebenfalls im Jahr 2003 folgten mit der Übernahme von zwei Ruef-Märkten der Schwarz-Gruppe zwei weitere Standorte in Cottbus und Frankfurt (Oder), die auf Mios umgestellt und umgeflaggt wurden. Zudem wurde das Unternehmen Emzett/HGS in Wildau übernommen, der Standort wurde komplett aufgegeben und in den Standort in Kleinmachnow integriert. Die ehemaligen ZAG-Standorte in Bremen-Weyhe und Aurich wurden im September und Oktober 2004 auf Mios umgeflaggt. Mit der Übernahme der deutschen Spar durch die Edeka wurde 2006 auch der Großhandel von Spar neu strukturiert, Mios übernahm dabei die Belieferung von ca. 160 ehemaligen Spar-Kunden. 2009 folgte dabei die Belieferung der Spar Convenience, die Standorte als Spar Express betreibt. Darunter fielen auch die Tankstellenshops an Jet-Tankstellen. Im gleichen Jahr wurde der Standort in Leer als ehemaliger ZAG-Standort zugunsten eines im März 2009 eröffneten Neubaus aufgegeben, es folgte zudem ein weiterer Neubau auf Norderney.
2011 flaggten die Märkte unter der im April 2008 bundesweit eingeführten Vertriebslinie EDEKA C+C-Großmarkt, darunter zehn Märkte in Brandenburg und Sachsen-Anhalt. Ebenfalls 2011 erfolgte die Übernahme des Ratio-Großmarktes in Laatzen, der als 27. Markt von Mios betrieben wurde. 2011 erwirtschaftete das Unternehmen 715 Millionen Euro.

### Fortbestand unter der Edeka Foodservice (2018–)
Im Zuge der Neustrukturierung wurde das Zustell- und Abholgeschäft der Edeka Minden-Hannover im Jahr 2018 an die Edeka Foodservice abgegeben.

## Logos

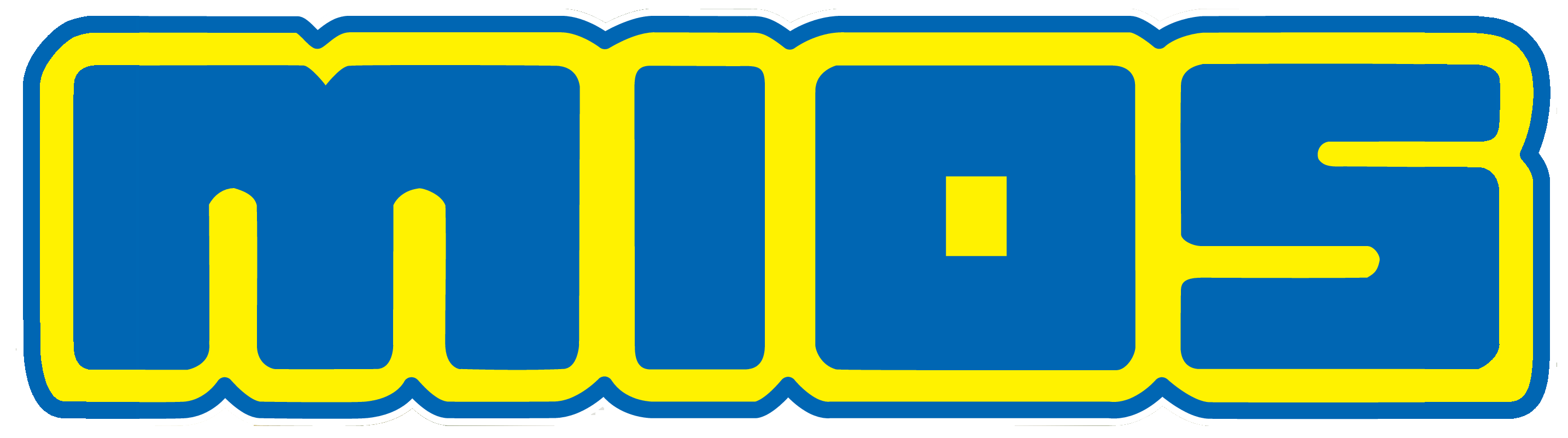
Logo von MIOS im Jahr 2006
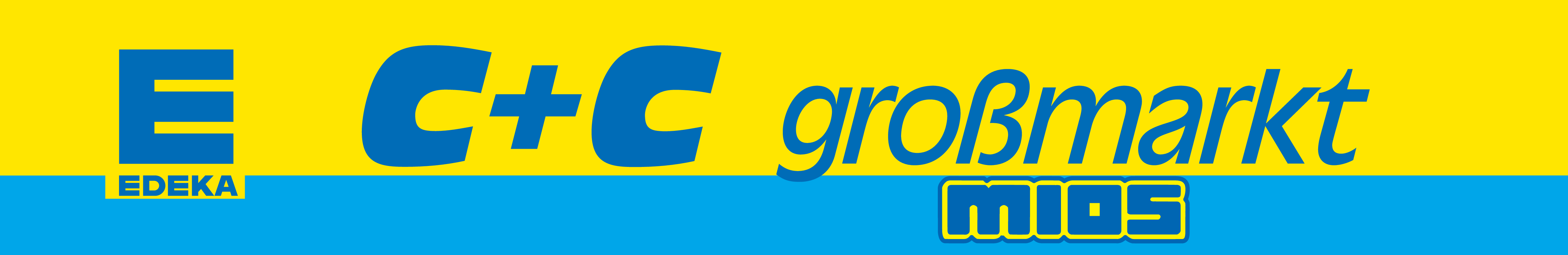
Logo der Sparte EDEKA C+C Großmarkt mit MIOS-Zusatz im Jahr 2012
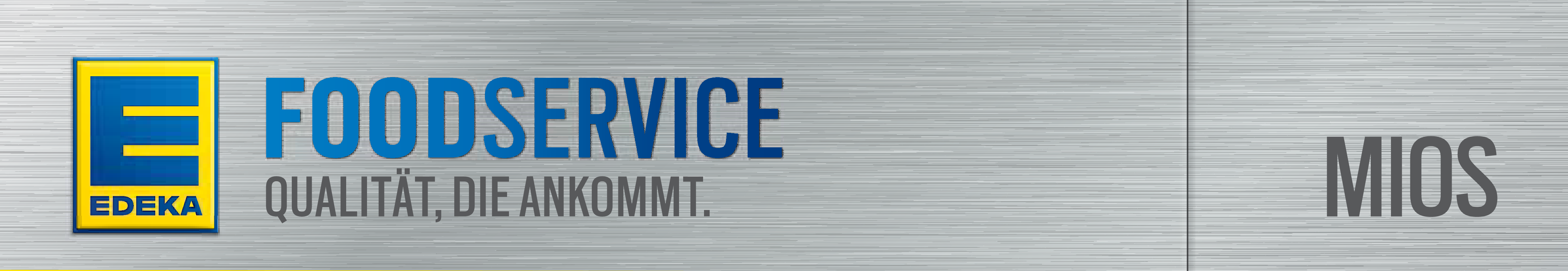
Logo der Sparte EDEKA Foodservice mit MIOS-Zusatz im Jahr 2015